# Phyllophaga schenklingi
Phyllophaga schenklingi är en skalbaggsart som beskrevs av Moser 1918. Phyllophaga schenklingi ingår i släktet Phyllophaga och familjen Melolonthidae. Inga underarter finns listade i Catalogue of Life.